# Bruciatore di Meker-Fisher
Il Meker-Fisher burner (o bruciatore di Meker-Fisher), è un bruciatore a gas usato in chimica.
È un pezzo di materiale di laboratorio che produce una fiamma singola di gas aperto, utilizzati per il riscaldamento, la sterilizzazione e la combustione. Viene utilizzato quando il lavoro di laboratorio richiede una fiamma più calda di quanto sarebbe altrimenti raggiungibile con un becco Bunsen .
Il bruciatore di Meker-Fisher ha una produzione di calore che può essere superiore a 12.000 BTU (13.000 kJ ) per ora (3.6 kW) con gas GPL.
La fiamma può raggiungere temperature fino a 1.100-1.200 ° °C (2.012-2.192 °F). La griglia superiore in acciaio inox assicura un riscaldamento uniforme. 
Ha un parafiamma per evitare che la fiamma abbia un ritorno nel tubo e giunga fino alla bombola.
Il bruciatore di Meker-Fisher è fatto con corpo in ottone cromato e base in zinco-alluminio. Una leva della valvola e la valvola di flusso del gas (visibile sotto l'albero) consentono il controllo di altezza della fiamma ed intensità.

## Fiamma
La fiamma del bruciatore di Meker-Fisher può variare da ossidante di colore azzurro, o riducente (poco ossigeno nella miscela) di colore verso il giallo.

## Funzionamento
Il bruciatore Meker-Fisher brucia un flusso continuo di gas senza rischio che la fiamma abbia un ritorno nel tubo e giunga fino alla bombola. Tipicamente il bruciatore usa gas naturale (sostanzialmente metano con piccole quantità di propano e butano) o, in alternativa, gas di petrolio liquefatto (propano, butano o una miscela dei due).
Gli ugelli progettati per gas naturale hanno diametro maggiore dei fori di quelli del gas propano - butano.
La costruzione assomiglia al becco di Bunsen. La differenza principale è il diametro maggiore della base di fiamma, che brucia con temperatura più elevata. 
È possibile avere una maggiore o minore quantità di aria aspirata per effetto Venturi e quindi ottenere una fiamma di diversa natura, ossidante o riducente. La temperatura massima della fiamma della miscela gas-aria è tra i 1.100 - 1.200 °C.

## Varianti
Esistono altri bruciatori a gas basati sullo stesso principio:
- il becco di Bunsen è il più conosciuto bruciatore a gas da laboratorio col tubo di aspirazione esteso dall'alto verso il basso.
- il Bruciatore di Teclu è un bruciatore a gas da laboratorio che si basa su un tronco di cono a forma di cilindro con miscelazione continua.